# Slag bij Oosterweel

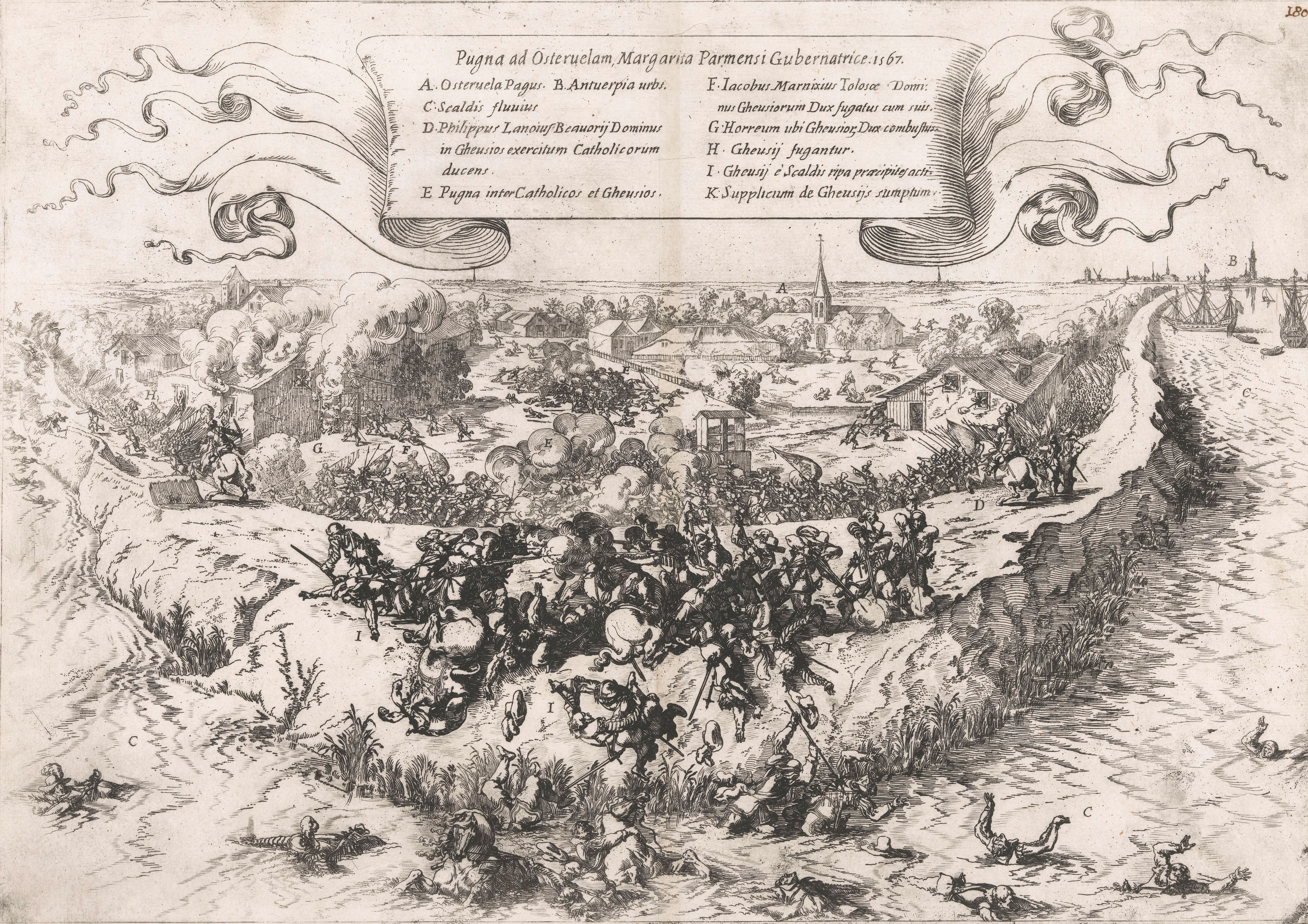
Prent van Johann Wilhelm Baur (1632)

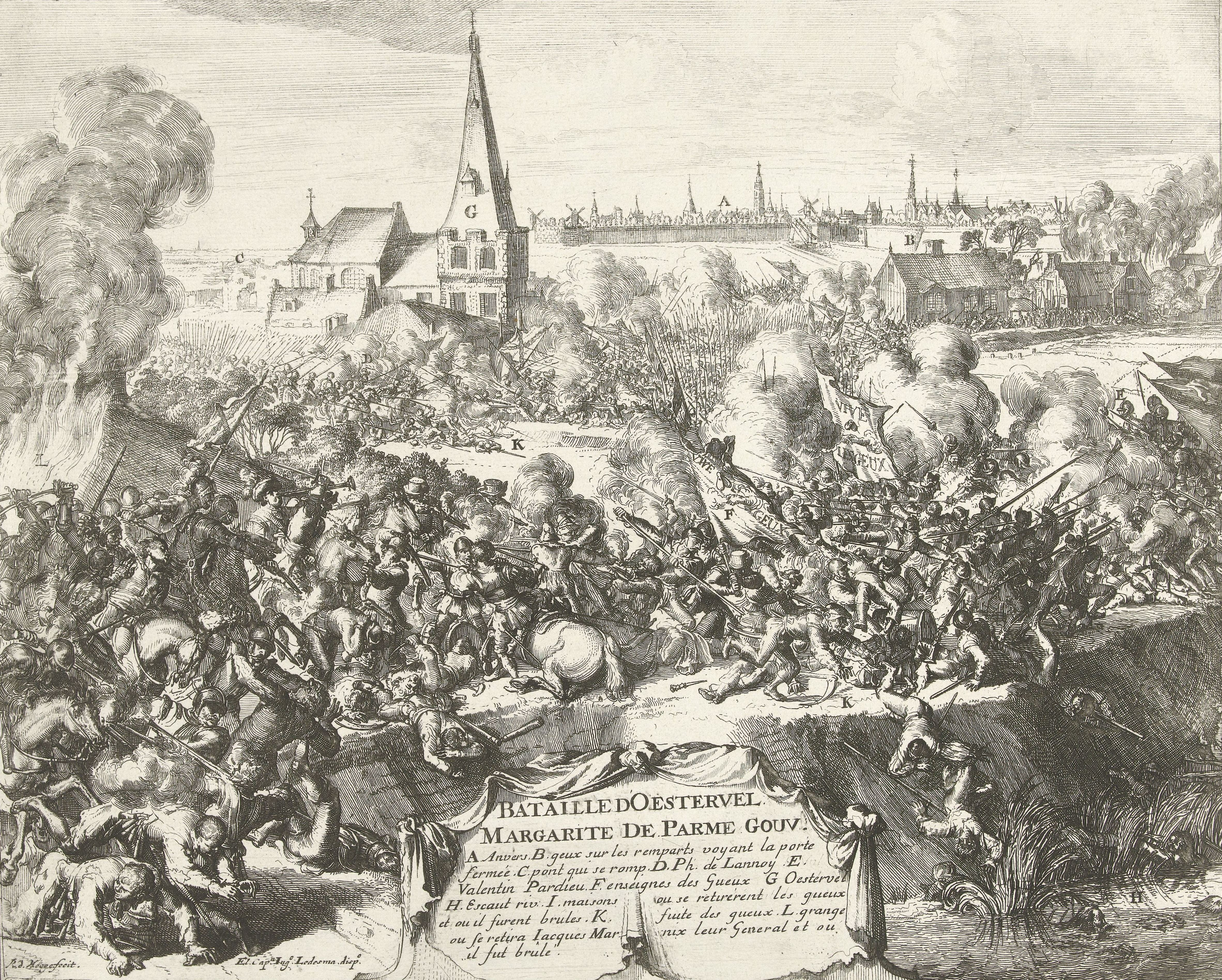
Prent van Romeyn de Hooghe (ca. 1670-1690). Banier met "Vivent les Gueux".

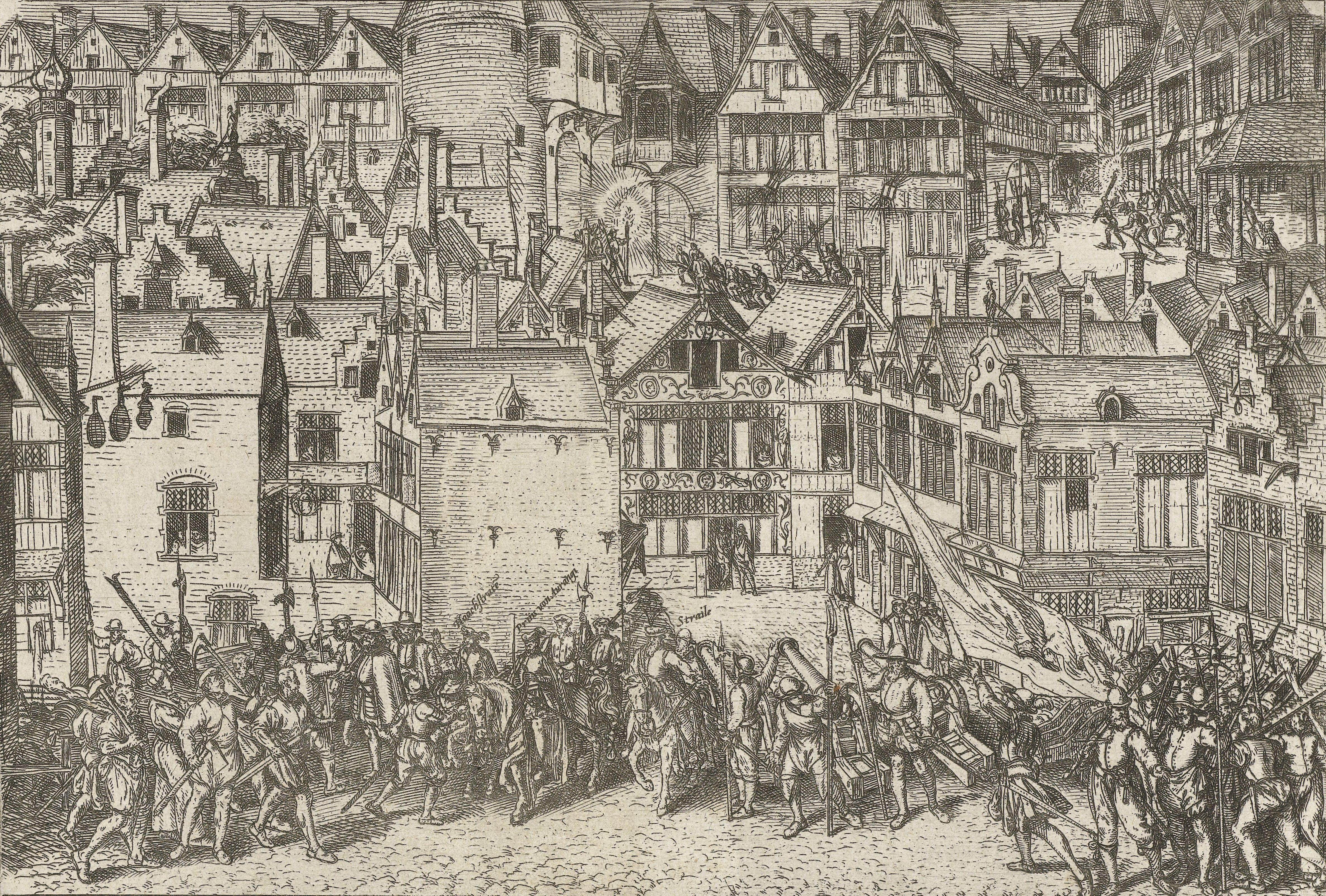
Willem van Oranje en Antoon van Stralen stillen het calvinistisch oproer in Antwerpen (Frans Hogenberg, ca. 1567-1570)

De Slag bij Oosterweel was een gewapend treffen op 13 maart 1567 aan het begin van de Opstand in de Nederlanden, dat plaatsvond bij het polderdorp Oosterweel, ten noordwesten van Antwerpen. Het regeringsleger van Filips van Lannoy vernietigde in deze slag een kamp van het geuzenleger dat geleid werd door Jan van Marnix. Marnix sneuvelde en Willem van Oranje bedwong in de volgende dagen de opstand van de Antwerpse calvinisten.

## Vooraf
De Beeldenstorm van 1566 was gevolgd door repressie. Tegelijk besefte landvoogdes Margaretha van Parma dat ze niet te hard mocht zijn. Ze zegde toe dat ze niet zou optreden tegen hagenpreken waar die gangbaar waren geweest, maar mobiliseerde tegelijk troepen om beeldenstormers achterna te zitten en hagenpreken op nieuwe plekken te verhinderen. Daarop begonnen calvinistische edelen soldaten te werven: Hendrik van Brederode in Vianen en Jan van Marnix in Antwerpen.
De magistraat van Antwerpen dwong de gewapende rebellen om de stad te verlaten. Ze maakten een kamp in Dambrugge en vervolgens in Oosterweel. Om een tegenactie vanuit zee door de Spanjaarden te beletten, probeerde Marnix zich op 1 maart, met steun van Pieter Haeck uit Middelburg, meester te maken van Fort Rammekens en Vlissingen. Jan Denys was op hun vloot aanwezig en ook vele calvinisten uit Oosterweel. Uiteindelijk geloofde de fortcommandant Roeland van Gistel niet dat Marnix op last van koning of landvoogdes handelde en keerden de geuzen op 4 maart onverrichter zake terug over de Schelde naar Oosterweel. Oranje moest niets hebben van dit trainingskamp onder de stadsmuren en beval hen te vertrekken, maar dat weigerden ze. Ze kregen versterking uit Vlaanderen en pleegden strooptochten naar Ekeren, Merksem, Deurne en het Kiel. Op 8 maart bestormden ze de kerk van Oosterweel en verwoestten het huis van de pastoor.

## De slag
Omdat het leger van Margaretha voor Valenciennes lag, offerde ze het grootste deel van haar lijfwacht op. Twee Waalse vendels van samen 400 man vertrokken naar Antwerpen onder het commando van Filips van Lannoy, heer van Beauvoir. Ze werden vanuit Axel aangevuld door twee vendels van Lamoraal van Egmont, die kritisch had gestaan tegenover de koning maar nu zijn loyaliteit wilde bewijzen. Zelf nam hij niet deel aan de onderneming, in tegenstelling tot Arenberg, die met een compagnie naar Antwerpen trok. Ook drossaard Hans de Grave arriveerde met ruiters.
Oranje weigerde om de schutterij in te zetten tegen de geuzen, zeggende dat de stad daarvoor te roerig was. Ook had hij de stadspoorten van Antwerpen laten sluiten en de ophaalbruggen vernield, naar eigen zeggen om te verhinderen dat de Antwerpse calvinisten hulp zouden kunnen bieden aan de geuzen.
In de ochtend van 13 maart voerde Lannoy een verrassingsaanval uit op het kamp van Oosterweel. Vanaf de stadswallen zagen de Antwerpenaren het getrainde regeringsleger de bovenhand krijgen. De onervaren geuzen bleken geen partij en werden massaal in de Schelde gedreven. Jan van Marnix sneuvelde in de slag. Baudartius en anderen stellen het dodental bij de geuzen op 1500. Bovendien werden honderden gevangenen ter dood gebracht met als reden dat een dreigende bevrijding vanuit de stad moest worden voorkomen. Ze werden gefusilleerd of opgehangen.

## Nasleep: krachtmeting in Antwerpen
Willem van Oranje verbood de calvinisten om vanuit de stad de geuzen te hulp te komen. Hiervoor hebben historici verschillende motieven gegeven. Volgens sommigen wilde hij nutteloos bloedvergieten voorkomen, anderen menen dat hij zijn trouw aan koning Filips II van Spanje, die hem Antwerpen had toevertrouwd, liet doorwegen. Henri Pirenne zag een ander motief: Oranje wist dat, indien hij aan de vraag van de calvinisten toegaf, hij het vertrouwen van de lutherse protestanten zou verliezen, terwijl hij nog steeds rekende op toekomstige steun van de Duitse vorsten.
Onmiddellijk na het aanschouwen van de nederlaag gingen de Antwerpse calvinisten massaal de straat op en betwistten Oranjes gezag. Ze haalden geschut uit de Eeckhof en bezetten de Meir. Thomas Gresham was getuige van de verhitte gemoederen en Thomas Churchyard werd door de calvinisten aan hun hoofd gesteld. Verzoenend beloofde Oranje dat de troepen van Lannoy de stad niet binnen mochten en liet hij de calvinisten de wacht optrekken. Daarmee kon hij de gemoederen weliswaar niet bedaren, maar hij weekte er toch een deel van de calvinistische aanhang mee los en stelde tegenover de harde kern een gelegenheidscoalitie van katholieken, lutheranen, Hanzeaten, Duitsers en zuiderse naties. Op 15 maart riep burgemeester Jacob Van der Heyden al deze groepen onder de wapens bij de Munt. De schuttersgilden bezetten de Grote Markt en de buitenlandse kooplui het Kipdorp. De calvinisten zagen in dat ze hun dominantie op straat kwijt waren. Ze lieten hun kanonnen in de steek en gingen uiteen.

## Betekenis binnen de Tachtigjarige Oorlog
Na Oosterweel leek Margaretha de situatie onder controle te hebben. Valenciennes viel op 24 maart en Brederodes kasteel op 3 mei. De voornaamste edellieden waren weer loyaal: Egmont had troepen verschaft en Oranje feliciteerde haar. Willem van Oranje bracht zich op 10 april via Breda in veiligheid naar Duitsland. Ondanks het overwinningsnieuws van zijn halfzus zette koning Filips door met zijn plan om de Nederlanden te straffen. Op 18 juni zette Alva's leger zich in beweging.
Sommigen zien de Slag bij Oosterweel als het (historische) begin van de Tachtigjarige Oorlog. Wie de Slag bij Heiligerlee in 1568 als "officieel" startpunt van de oorlog neemt, zou dat eerder doen om een mooi rond getal als lengte en naam te krijgen, zoals bij andere oorlogen uit het verleden (Honderdjarige Oorlog, Dertigjarige Oorlog). De partijen bij de Vrede van Münster (1648) zagen alvast 1567 als het begin van de oorlog. Het voorjaar van 1567 kende volop gewapende treffens, met de grootste in Doornik, Valenciennes, Wattrelos, Lannoy en Oosterweel.

## Primaire bronnen
Enkele primaire bronnen over de slag en de Antwerpse krachtmeting:
- Godevaert van Haecht, Waerachtige bescryvinghe, meerte 1567
- Pontus Payen, Livre de la guerre civile des Pays Bas, ca. 1568 (ed. Alexandre Henne, vol. I, 1860, p. 296-310)
- Thomas Churchyard, A lamentable and pitifull Description of the wofull warres in Flanders, 1578
- Thomas Churchyard, A True Discourse Historicall, of the succeeding Governors in the Netherlands, 1602
- Willem Baudartius, Velt-slach tot Ovsterweel, den derthienden dach Martij, Anno 1567, in: Afbeeldinge ende beschryvinghe van alle de veldslagen, belegeringen ende and're notabele geschiedenissen ghevallen in de Nederlanden, 1616
- Famiano Strada, De Bello Belgico decades duae, 1632, boek IV
- Antwerpsch Chronyckje
- Chronijck der Stadt Antwerpen
- L.P. Gachard, Correspondance de Guillaume le Taciturne, Prince d'Orange, vol. II, 1850, p. 503-506